# 思い出を売る男
『思い出を売る男』（おもいでをうるおとこ）は、劇作家加藤道夫による一幕物の戯曲である。また、それを原作とするバレエ作品である。本項においては、この作品についても説明する。なお『世にも奇妙な物語 秋の特別編 (1994年)』にて放映された同名のテレビドラマとは、内容が全く関係ない。

## 概要
『思い出を売る男』は、1951年「演劇」に発表され、翌年には作者自身により放送劇化されラジオ東京（現・TBSラジオ）から放送されている。舞台初演は、1953年11月10日～15日に、文学座アトリエ増築の柿葦落し公演として戌井市郎の演出によってなされた。文学座では、1954年1月および1957年1月に再演している。出演は高木均ほか。ストレートプレイだが、非常に音楽的であり、サクソフォンの演奏や複数の挿入歌もあって、ミュージカルの印象も与える作品である。未來社の未來劇場シリーズにも収録されたことから、学校演劇でも取り上げられる機会がある。
劇団四季では1992年以来繰り返し上演している。音楽は林光、演出は浅利慶太、出演は日下武史ほか。上演時間約75分。現在、劇団四季からDVDが発売されている。
加藤道夫は慶應義塾高等学校で英語の教師をしていたことがある。このときの生徒の中に、後に劇団四季の創立メンバーとなる浅利慶太や日下武史がいた。加藤道夫を演劇における精神的指導者と仰ぎ、加藤も若い才能に期待しながら1953年7月に劇団四季は創立されたが、第1回公演を目前にした同年暮れ、加藤が自決してしまう。こうした経緯から、劇団四季は、創立40周年を記念して、恩師加藤道夫の戯曲を上演したのである。なお、作曲家の林光は、浅利慶太や日下武史と慶應義塾高等学校の同窓であり、加藤道夫自身から初演の際の作曲を依頼されていたという。

## 物語
終戦間もない東京の薄暗い裏街に、一人の男がオルゴールを鳴らし、古ぼけたサクソフォンを吹きながら「思い出」を売っていた。彼の奏でる音楽に誘われて様々な人がやってくる。無邪気で幼い花売娘、したたかな広告屋、街の女、故郷に愛しい少女を残してきたG.I.の青年、陽気な乞食。突然、街がざわめきだすと、このあたりの親分、黒マスクのジョオが人を殺し、逃走しているという情報が伝わってくる。巻き添えを恐れて逃げる人々の中、男は一人サクソフォンを吹きつづける。

## バレエ作品
『思い出を売る男』は、近藤玲子バレエ団の委嘱によって1953年にバレエ化されている。作曲は黛敏郎。1管編成オーケストラ、演奏時間38分。振付は近藤玲子。作者の生前である1953年8月9日に東京郵便貯金会館において初演された。主人公の役でシャンソン歌手の高英男がゲスト出演している。